# S/2003 J 3
S/2003 J 3 je retrográdní přirozený satelit planety Jupiter. Byl objeven v roce 2003 skupinou astronomů z Havajské univerzity vedených Scottem S. Sheppardem.
S/2003 J 3 má v průměru asi ~2 km, jeho průměrná vzdálenost od Jupiterú činí 19,622 Mm, oběhne jej každých 561,5 dnů, s inklinací 146° k ekliptice (146° k Jupiterovu rovníku) a excentricitou 0,2507. S/2003 J 3 patří do rodiny Ananke.